# Monumento a Galdós en el Retiro

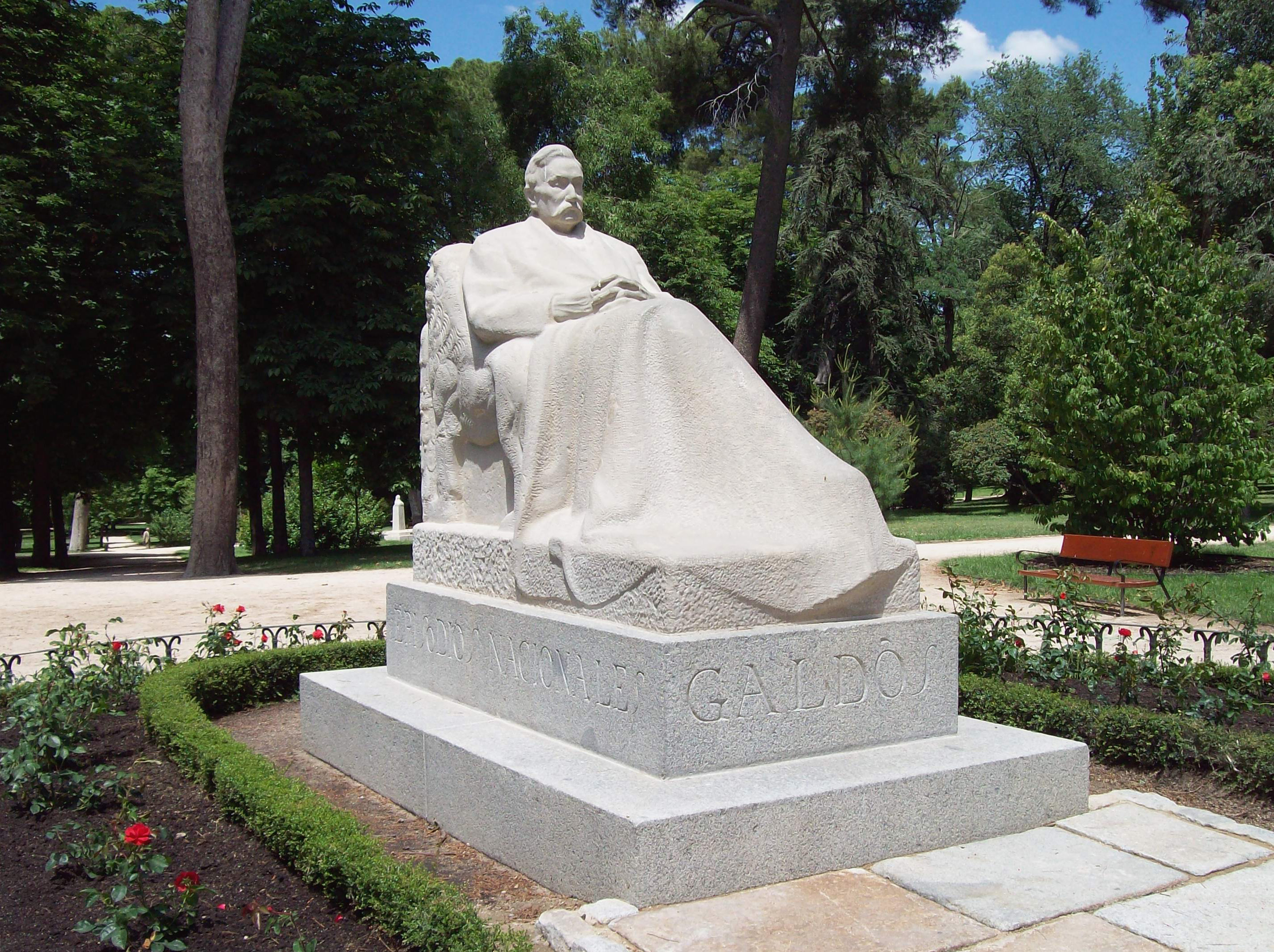
Monumento a Galdós en el Retiro, obra de Victorio Macho de 1918, inaugurada en 1919.

El Monumento a Galdós se encuentra en la glorieta que se conoce con el nombre del escritor canario, a un lado del paseo de coches de los Jardines del Retiro de Madrid, en España. Es obra primeriza del escultor Victorio Macho, y está realizado en piedra blanca de Lérida (medidas: 2,10 x 1,13 x 2,20 metros). "Sufragada por suscripción pública", fue inaugurado el 20 de enero de 1919, con asistencia del propio escritor, ya inválido y ciego, en compañía del escultor, el alcalde de la capital española y algunos escritores y amigos. No estuvieron presentes ni el rey Alfonso XIII, ni sus, en otro tiempo, admiradores, amigos y vecinos en Madrid: Azorín, Pío Baroja, Valle-Inclán y Ramiro de Maeztu, miembros de la Generación del 98.

## Historia
Cuenta el galdosista Ortiz-Armengol en su «summa biográfica» del escritor canario, que la amistad entre Galdós y el joven y entonces desconocido Victorio Macho comenzó hacia 1914, cuando el escultor palentino, por aquel entonces un bohemio de "sombrero de ala ancha, melenas y chalina", le hizo un busto al escritor durante unas vacaciones en Santander. De aquella experiencia surgió, en la tertulia que Galdós tenía en su finca de San Quintín, la idea de algunos contertulios de hacer un monumento de cuerpo entero a partir de una suscripción nacional. Macho, escultor novel, se ofreció enseguida a trabajar gratis, integrado también en la junta promotora (con los Hermanos Quintero, José Francés, Emiliano Ramírez Ángel, Edmundo González Blanco y el poeta Marciano Zurita).
Se presupuestaron unas 12 000 pesetas para el bloque de piedra, y se admitían donaciones que oscilaban entre las mil pesetas (de instituciones como el Ayuntamiento de Madrid, el Círculo de Bellas Artes, el Casino o la Academia), hasta los 25 céntimos de peseta que le daban a la colecta un espíritu popular.
El escultor inició su trabajo en un local junto a su estudio de Las Vistillas, pero pronto hubo de trasladar en una carreta de bueyes el pesado esbozo a un estudio mayor, que tenía su colega Manuel Álvarez Laviada en la carretera de Extremadura. Hasta allí se desplazaban en coche de caballos el escritor y Paco, su inseparable lazarillo, con la consigna de mantener el asunto en secreto. Aún hubo un tercer traslado de trabajo a un aislado rincón de la rosaleda del Parque del Retiro, no lejos del lugar donde finalmente se emplazaría la obra. Allí pusieron broche a su amistad casi familiar, que a esas alturas llevaban al escultor a llamar a Galdós 'abuelo', mientras felicitaba a su pupilo con estas palabras: "Magnífica, amigo Macho. ¡Y cómo se parece a mí!". Observación que el escritor, ya ciego, hacía tras explorar la escultura con "sus manos largas y huesudas".
Juntos acudieron, nerviosos, emocionados y tímidos, el día de la inauguración, en un coche dispuesto por el Ayuntamiento. Al llegar y ver el escultor tanto público se asustó y contagió el susto a Galdós, pero ya no había escapatoria. Sonó la banda municipal interpretando piezas que evocaban los títulos de algunos Episodios escritos por Galdós (Cádiz, Gerona, Zaragoza); y a las tres de la tarde, el alcalde Luis Garrido Juaristi ayudado por los hermanos Quintero, retiraron la bandera que  cubría el monumento y la lona que lo ocultaba. Y allí quedó, como una "pequeña montaña de sal abandonada en un jardín".